# Tenuipalpus toowongi
Tenuipalpus toowongi är en spindeldjursart som beskrevs av Frank Jason Smiley och Uri Gerson 1995. Tenuipalpus toowongi ingår i släktet Tenuipalpus och familjen Tenuipalpidae. Inga underarter finns listade i Catalogue of Life.